# Tiétar (rivière)
Le Tiétar est un cours d’eau espagnol d'une longueur de 380 km qui coule dans les communautés autonomes de Madrid, Castille-et-León, Castille-La Manche et Estrémadure.
Il naît à la limite est de la sierra de Gredos, dans la municipalité de Rozas de Puerto Real puis traverse la communauté de Madrid et les provinces Avila, Tolède et Cáceres, pour se jeter dans le fleuve Tage. Il reçoit l'eau de nombreux affluents venant de la sierra de Gredos.

## Parcours
Le Tiétar prend sa source dans un endroit appelé La Venta del Cojo, dans la municipalité de Las Rozas de Puerto Real, où plusieurs sources et petits cours d'eau l'alimentent jusqu'au parc national de Monfragüe où il se jette dans le Tage après un parcours de 150 km près de Villarreal de San Carlos, dans la municipalité de Serradilla.
Ses principaux affluents sont le Guadyerbas (es) et d'autres cours d'eau qui proviennent de la sierra de Gredos et la sierra de San Vicente (es). Son régime est pluvio-nival avec un maximum en hiver (saison des pluies) et au printemps (fonte des neiges), et un minimum marqué en été.

## Barrages
- Le barrage de Rosarito (es), le plus grand sur la rivière.
- Le barrage de Torrejón-Tiétar lors de la construction duquel s'est déroulée la catastrophe de Torrejón (es) en 1965.

## Source de la traduction
- (es) Cet article est partiellement ou en totalité issu de l’article de Wikipédia en espagnol intitulé « Río Tiétar » (voir la liste des auteurs).